# Mini-imagen
Una mini-imagen es una imagen de disco de un CD o DVD en un formato que finge el contenido del disco para burlar la protección de copia.
Las imágenes de disco son copias de un CD o DVD en el disco duro. Debido a que estas son copias del tamaño total del disco original, se almacenan mini-imágenes en su lugar. Las mini-imágenes son pequeñas, en el rango de los kilobytes, y contienen solo la información necesaria para burlar las verificaciones de CD. Por lo tanto, una mini-imagen es una forma de un crack No-CD, para juegos pirateados, y juegos con copias de seguridad legales. Las mini-imágenes no contienen los datos reales de un disco, solo el código necesario para satisfacer al verificador de CD.

## Historia
Las "mini-imágenes" fueron originalmente usadas como copia de seguridad y disco de clonación de disquete, donde la replicación o el almacenamiento de una estructura exacta eran necesarios y eficientes.

## Usos
Las "mini-imágenes" se usan normalmente para la duplicación de medios ópticos como los DVD, Blu-Ray disks, etc. También se usa para crear clones perfectos de discos duros.
Un disco virtual puede emular cualquier tipo de unidad física, como discos duros, unidades de memoria, disquetes, CD/DVD/BD/HD, entre otros.
Los sistemas operativos Linux y Mac Os X  tienen integrada una unidad virtual funcional, en cambio Microsoft Windows  requiere de software adicional.
Para un disco, el software de imágenes crea una copia ("snapshot") del disco y vuelve a escribir en forma de un código (que puede ser comprimido) que contiene todos los archivos, la lista de estos archivos, y sobre todo cómo se hizo el disco (subcanales ocultos, etc.) de metadatos. 
Para crear este archivo, existen varios estándares de codificación, cada uno correspondiente a una extensión en particular (esta lista no es exhaustiva):
ISO, el formato más común es la norma internacional ISO 9660;
ISZ, archivo. Iso comprimido;
WIM, el formato nativo para el sistema operativo Microsoft Vista;
IMG, el formato nativo de Mac OS;
DMG, el nuevo formato nativo de Mac OS X, que fue creado para reemplazar formato img, no se puede trabajar con un sistema operativo a continuación de MAC OS 9.;
VC4/000 imagen del formato de un disco virtual, creado por H + H Software Virtual CD;
Imagen en formato VCD de un disco virtual, creado por H + H Software Virtual CD;
MDF / MDS Descriptor Formato de los medios utilizados por Alcohol 120%;
Formato MDX creado por Daemon Tools, este archivo fue diseñado para reemplazar la combinación mdf / mds de medios de descriptores, aquí los dos están compilados en un solo archivo;
CSD, formato Clone CD;
CUE / BIN, CUE formato de hoja;
NRG, el formato usado por Nero Image Editor;
BWI / BWT / BWA, el formato de BlindWrite 4;
B5I/B5T, el formato de BlindWrite 5;
B6I/B6T, el formato de BlindWrite 6;
Formato IDP instantánea CD / DVD;
UIF, formato Magic ISO (que es una imagen comprimida ISO);
TIB, el formato True Image Acronis utiliza;
Formato VFD disquete virtual Microsoft.

## Creación
La creación de una mini-imagen se logra con un programa adecuado. Diferentes programas de mini-imágenes tienen diferentes capacidades, y pueden concentrarse en las imágenes del disco duro (incluyendo copia de seguridad de disco duro, restauración y despliegue), o imágenes por medios ópticos (imágenes de CD / DVD).

## Formato de archivo
En la mayoría de los casos, un formato de archivo está vinculado a un paquete de software en particular. El software define y utiliza su propio formato de imagen, a menudo de propiedad, aunque algunos formatos están ampliamente apoyadas por los estándares abiertos. Estos formatos son compatibles con casi todos los paquetes de software de disco óptico.

## Utilidades
RawWrite y WinImage son ejemplos de creadores de archivos de mini-imagen para MS-DOS y Microsoft Windows. Se pueden utilizar para crear archivos de imagen en bruto de un disquete, y escribir este tipo de archivos de imagen a un disquete. 
En Unix o sistemas similares al programa dd puede ser usado para crear imágenes de disco, o grabarlos en un disco particular. También es posible montar y acceder a ellos a nivel de bloque utilizando un dispositivo de bucle. 
Apple Disk Copy se puede utilizar en los sistemas Mac OS para crear y grabar archivos de mini-imagen. 
Y un software de creación de CD / DVD como Nero Burning ROM puede generar y cargar mini imágenes medios ópticos.